# The Get Up Kids
I The Get Up Kids sono un gruppo emo statunitense formatosi a Kansas City nel 1995. Inizialmente il nome del gruppo doveva essere Suburban Get Up Kids: tuttavia il leader del gruppo, Matt Pryor, riteneva scadente un nome che cominciasse per "S" e quindi decise di sostituire la parola "Suburban" con un articolo, appunto "The".
La band è una delle più influenti della scena Midwest emo formatasi a metà degli anni Novanta.

## Formazione
Quando nel 1995 i The Get Up Kids si formarono, il gruppo era composto da Matthew "Matt" Pryor (voce, chitarra), Jim Suptic (seconda voce, chitarra), Robert Pope (basso) e Nathan Shay (batteria). Pryor e Suptic si conobbero quando suonavano in differenti gruppi nell'area di Kansas City. Nell'aprile del 1996 il batterista Nathan Shay lasciò il gruppo a causa di una personale riluttanza per il tour. Il batterista fu rimpiazzato da Ryan Pope, fratello minore di Robert.
Si sono sciolti nel 2005 e riformati nel 2008.

## Influenze
I Get Up Kids hanno avuto un impatto duraturo sulla scena musicale e sono stati citati come fonti di ispirazione da numerose band e artisti di fama. Mark Hoppus, cantante e bassista dei Blink-182, ha chiesto alla sua ragazza di sposarlo con in sottofondo la canzone intitolata "I'll Catch You", uno dei brani più noti della band di Kansas City. In un'intervista del 2005 ad Alternative Press, il bassista dei Fall Out Boy Pete Wentz ha affermato: "Se non fosse stato per i Get Up Kids i Fall Out Boy non sarebbero mai esistiti."
Dal canto loro i Get Up Kids hanno preso le distanze da molte delle band che hanno influenzato: il chitarrista Jim Suptic, intervistato dal sito web Drowned in Sound, ha affermato: "La scena musicale punk da cui deriviamo noi e quella attuale sono completamente differenti. È come il glam rock oggi. Quest'anno abbiamo suonato al Bamboozle fests e ci sentivamo davvero fuori posto...se questo è il mondo che abbiamo contribuito a creare, allora ci scusiamo. Il problema è che molto delle band che abbiamo ispirato non sono buone band".

## Discografia

### Album in studio
- 1997 – Four Minute Mile (Doghouse)
- 1999 – Something to Write Home About (Vagrant)
- 2002 – On a Wire (Vagrant)
- 2004 – Guilt Show (Vagrant)
- 2011 – There Are Rules (Quality Hill)
- 2019 – Problems (Big Scary Monsters)

### Album dal vivo
- 2005 – Live! @ The Granada Theater (Vagrant)

### Raccolte
- 2001 – Eudora (Vagrant)

### EP
- 1997 – Woodson (Doghouse)
- 1999 – Red Letter Day (Doghouse)
- 2010 – Simple Science (Simple Psyence Recordings)
- 2018 – Kicker (Polyvinyl)